# Тимок
Тимок (лат. Timacus) је река у источној Србији. У ствари Тимок је скуп река са истим именом и придевом испред (Црни Тимок, Бели Тимок, Сврљишки Тимок, Трговишки Тимок, Велики Тимок). Од извора Сврљишког Тимока до ушћа Великог Тимока у Дунав има 203 km. Река тече кроз Србију, а последњих 15 km представља границу Србије и Бугарске. Ушће се налази на надморској висини од 28 m, што представља и најнижу тачку у Србији. Тимок је део Црноморског слива са протоком од 24 m³/s, а може да досегне и 40 m³/s. Тимок је десна и последња притока Дунава У Србији.

## Опис
Тимок је широк 35 m, а дубок 0,5-1,5 m. Његова највећа лева притока је Вражогрначка река (45 km), а потом улази у епигенетску Вражогрначку клисуру дубоку око 150-240 м, која се пружа у дужини 4,5 km. Одатле протиче кроз ерозивно проширење код села Трнавца и улази у Велику клисуру или Соколовицу са многим меандрима. Једна од њих је Стражевица (висећи меандар), који се налази са десне стране Тимока. Он тече по алувијалној равни широкој 300-1000 м, до села Вељкова и на дужини од 18 km по алувијалној равни Дунава. 
Утиче у Дунав 10 km источније од Неготина, на 30 м надморске висине и то је најнижа кота Србије. На том делу Тимок представља границу према Бугарској у дужини 15,5 km. 
Дужина Великог Тимока је 88 km, а површина слива 1.222km². Заједно са Белим и Трговишким Тимоком дугачак је 201,7 и има површину слива 4.630 km². Његов протицај је највећи у близини ушћа и износи 300 m³/s, а најмањи свега око 3 m³/s, што показује да река има бујичарске одлике. На Тимоку је мала хидроелектрана Соколовица (3,84 MW) која производи годишње само 17 милиона kWh електричне енергије. Електрана је пуштена у рад 1949. године, а њено проточно језеро одавно је засуто наносима, те хидроелектрана ради на проточној води.
Тимок је дао име области кроз коју протиче (Тимочка Крајина), буни против Милана Обреновића 1883. године (Тимочка буна), једном словенском племену које се ту настанило у 7. веку (Тимочанима) и једном трачком племену из античког доба (Тимахима).

## Економија; загађеност
Код села Чокоњар у Источној Србији између 1947. и 1951. године изграђена је хидроцентрала Соколовица. Целокупан хидроенергетски потенцијал није искоришћен.
Последњих деценија река је знатно загађивана отпадним водама из Борског басена што је последично изазвало загађење Дунава оловом, бакром и кадмијумом.
Кроз долину реке пролази магистрални пут и пруга Ниш-Прахово.

## Песме
Река Тимок се спомиње у песми "Тамо Далеко"